# Avram Grant
|  | Denne artikel eller sektion om sport er forældet eller ikke opdateret. Se artiklens diskussionsside eller historik. |

Avraham "Avram" Grant (født 6. maj 1955) er en israelsk fodboldtræner.
Grant havde været træner i adskillige israelske ligaklubber, da han i 2002 erstattede Richard Møller Nielsen som landstræner for Israel. Han havde posten frem til 2006, hvor han blev ny teknisk direktør i Portsmouth F.C.. I 2007 blev han dog lokket til Chelsea F.C. af sin gode ven Roman Abramovich, der ejede klubben. I Chelsea blev han direktør for klubbens fodboldafdeling. Da klubben i september samme år fyrede den kontroversielle portugisiske træner José Mourinho blev Grant udpeget til ny træner.
Da Grant ikke har UEFA Pro Licens som træner, kan han i princippet kun være træner i klubben i 12 uger. Tidligere har FA dog givet dispensation fra reglen.
Efter sæsonen 07/08 besluttede Chelseas bestyrelse sig for at fyre Grant, da han ingen trofæer havde sikret klubben gennem sæsonen. Luiz Felipe Scolari blev senere hans afløser.